# Alucinación

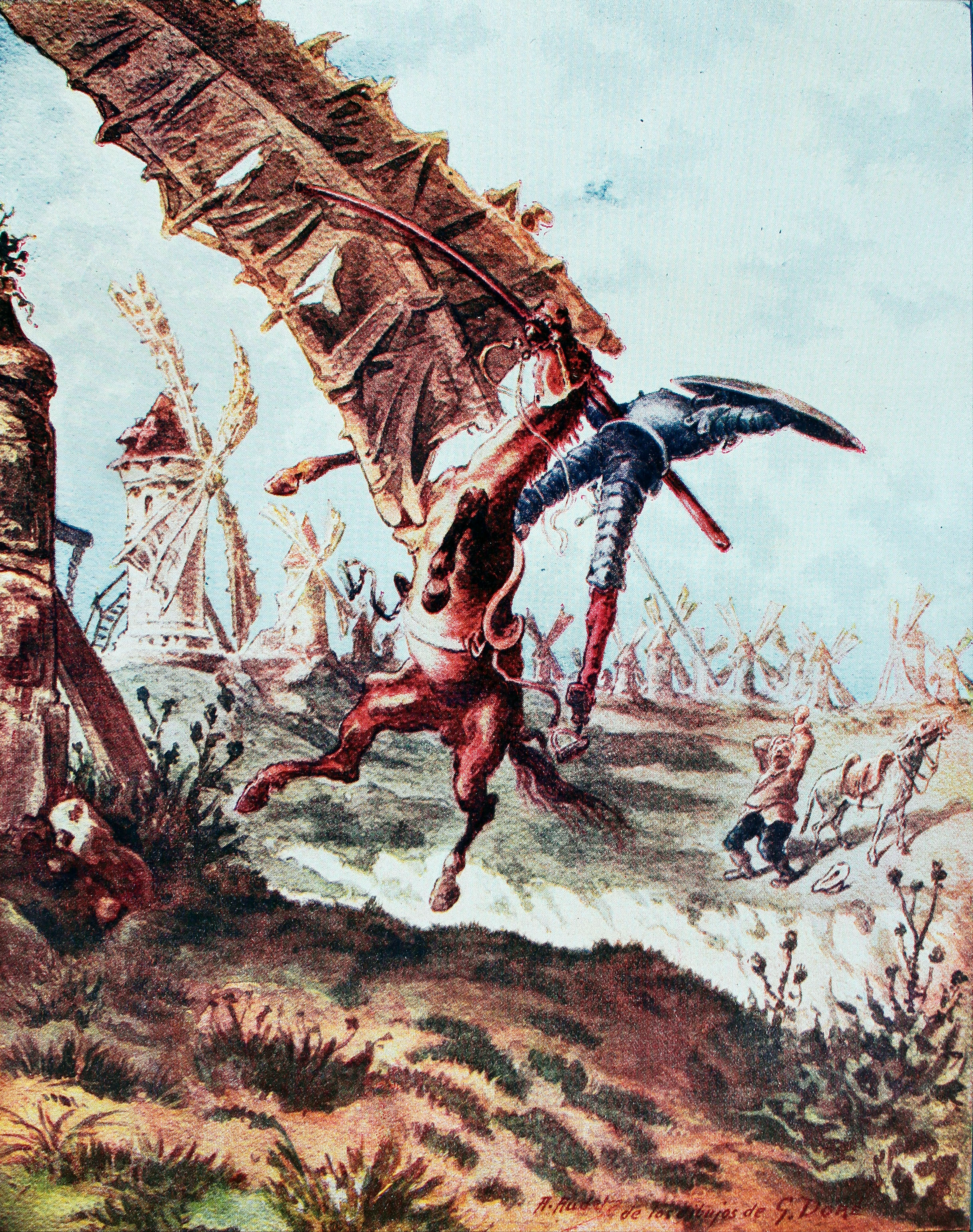
Don Quijote derribado por el aspa de un molino, de Luis Tasso. En la novela de Miguel de Cervantes, Don Quijote sufre una alucinación confundiendo unos molinos con gigantes.

En las ciencias de la salud, la alucinación es una percepción que no corresponde a ningún estímulo físico externo. Sin embargo, la persona siente esa percepción como real. Por ello, la alucinación es considerada como una pseudo-percepción dada la ausencia de un estímulo externo. En ese sentido es distinta de la ilusión, que es una percepción distorsionada de un estímulo externo efectivamente existente. No debe confundirse tampoco con delirio, una creencia que se vive con convicción a pesar de que la evidencia demuestra lo contrario. El concepto de alucinación tiene su origen en el término latino allucinatio.
Las alucinaciones pueden producirse en cualquier modalidad sensorial-visual, auditiva, olfativa, gustativa, táctil, propiocepción, equilibriocepción, nocicepción, termorrecepción y cronocepción. Las alucinaciones se denominan multimodales si se producen múltiples modalidades sensoriales.
Una forma leve de alucinación se conoce como perturbación, y puede ocurrir en la mayoría de los sentidos anteriores. Pueden ser cosas como véase movimiento en visión periférica, o escuchar ruidos débiles o voces. Las alucinaciones auditivas son muy comunes en la esquizofrenia. Pueden ser benévolas (diciendo al sujeto cosas buenas sobre sí mismo) o maliciosas, maldiciendo al sujeto. El 55% de las alucinaciones auditivas son de contenido malicioso, por ejemplo, gente hablando del sujeto, no hablándole directamente. Al igual que las alucinaciones auditivas, la fuente de la contrapartida visual también puede estar detrás del sujeto. Esto puede producir la sensación de estar siendo mirado o observado fijamente, normalmente con intención maliciosa.[cita requerida] Con frecuencia, las alucinaciones auditivas y su contrapartida visual son experimentadas por el sujeto conjuntamente.
Las alucinaciones hipnagógicas y las alucinaciones hipnopómpicas se consideran fenómenos normales. Las alucinaciones hipnagógicas pueden ocurrir mientras uno se está quedando dormido y las alucinaciones hipnopómpicas ocurren cuando uno se está despertando. Las alucinaciones pueden estar asociadas al consumo de drogas (especialmente delirantes), privación del sueño, psicosis,  trastornos neurológicos y delirium tremens.
La propia palabra "alucinación" fue introducida en el idioma inglés por el médico del siglo XVII Sir Thomas Browne en 1646 a partir de la derivación de la palabra latina alucinari que significa vagar en la mente. Para Browne, alucinación significa un tipo de visión que está "depravada y recibe sus objetos erróneamente".

## Historia
Jean Étienne Dominique Esquirol fue el primer psiquiatra que utilizó el término con su significado actual en la década de 1830, si bien se empleaba desde el siglo XVI para designar a «una mente que divaga».

## Etiología
Su etiología es desconocida para la ciencia médica. Existen diversas y floridas teorías, pero no sobrepasan el campo de la especulación y la imaginación. La alucinación como experiencia es de interés para varias ciencias tales como la neurología, la psicología y la psiquiatría. Como tal la alucinación es una palabra recurrentemente mencionada en trastornos tales como algunas variantes de la esquizofrenia, aunque técnicamente aparece también mencionada en experiencias místico-religiosas, y así también como parte del consumo de drogas y estupefacientes al igual que la presencia de cáncer y también en los trastornos del sueño.
Por ejemplo existen las alucinaciones floridas que se asocian usualmente con el uso de drogas, al alcoholismo (ver delirium tremens)  privación del sueño o trastornos neurológicos.
Sin embargo, hay estudios que muestran que las experiencias alucinatorias son comunes en la población general (en EE. UU.). Se ha informado que cerca del 10% de la población experimenta alucinaciones leves o sutiles. Una encuesta más reciente y mucho más completa y amplia con un número de personas cercano a 13 000 reveló que 39% de las personas afirman experimentar experiencias alucinatorias vívidas y severas, no necesariamente vinculadas con el uso de drogas. Las alucinaciones acústicas o auditivas también existen.
Existen diferentes aproximaciones teóricas a la causa de las alucinaciones. El mayor peso lo tienen teorías de orden biológico que postulan deficiencias en el funcionamiento normal del cerebro y de las conexiones sinápticas entre células ciliadas y las presentes en el tallo encefálico y en los lóbulos occipital-temporal. Se piensa que es de particular importancia el neurotransmisor dopamina en estas disfunciones.
Una explicación más sencilla se refiere a alucinaciones originadas por el propio funcionamiento de nuestro sistema perceptivo. Así hay que comprender que la sensación percibida es una construcción del cerebro a partir del estímulo físico de entrada. Por ello, a veces el cerebro construye sensaciones erróneas cuando no debería hacer nada. Por ejemplo, algunas personas que tienen un defecto en la retina, por enfermedad o accidente, empiezan a ver objetos dentro de esa zona físicamente ciega llamada escotoma. Esto es así porque al no haber señal desde la retina, el cerebro se halla ante el dilema de borrar la zona visual dañada o empezar a rellenarla de forma impredecible. Otro ejemplo de alucinación se da en el caso de miembros amputados en los que el paciente empieza a experimentar miembros fantasmas: los sigue sintiendo a pesar de que ya no los tiene. Esto es así por la misma razón que el escotoma: el cerebro se halla ante el dilema de "amputar" funcionalmente el área del cerebro encargada del miembro amputado o rellenarlo de forma imprevisible.
La sensibilidad al gluten no celíaca puede ser la causa de alucinaciones en algunas personas, que algunos autores han denominado "psicosis por gluten".

## Epidemiología
La prevalencia de las alucinaciones varía dependiendo de las condiciones médicas subyacentes, de las cuales las modalidades sensoriales se ven afectadas, la edad y la cultura. En 2022, las alucinaciones auditivas son la modalidad sensorial de alucinaciones mejor estudiadas y más comunes, con una prevalencia estimada de 9,6 % de individuos entre la población general. Se ha encontrado que los niños y adolescentes experimentan tasas similares (12,7 % y 12,4 % respectivamente) que ocurren principalmente durante la niñez tardía y la adolescencia. Se compara con adultos y mayores de 60 años (con tasas del 5,8% y 4,8% respectivamente). Entre aquellos con esquizofrenia, la prevalencia de las alucinaciones auditivas es del 80% y la prevalencia estimada de alucinaciones visuales es del 27 %, en comparación con el 79 % de las alucinaciones auditivas. Un estudio de 2019 sugirió que el 16,2 % de los adultos con discapacidad auditiva experimentan alucinaciones, con una prevalencia que aumenta al 24 % en el grupo con mayor discapacidad auditiva.
Un factor de riesgo para las alucinaciones multimodales es la experiencia previa de alucinaciones unimodales. En el 90 % de los casos de psicosis, una alucinación visual ocurre en combinación con otra modalidad sensorial, la mayoría de las veces auditiva o somática. En la esquizofrenia, las alucinaciones multimodales son dos veces más comunes que las unimodales.
Una revisión de 2015 de 55 publicaciones de 1962 a 2014 encontró que entre el 16% y el 28,6% de las personas que experimentan alucinaciones informan al menos algún contenido religioso en ellas, : 415  junto con un 20-60% informando algún contenido religioso en los delirios.: 415  Existe alguna evidencia de que el delirio es un factor de riesgo de alucinaciones religiosas, y el 61,7% de las personas que han experimentado algún delirio y el 75,9% de las que han experimentado un delirio religioso también experimentaron alucinaciones.: 421 

## Cuadro clínico
Las alucinaciones pueden ocurrir en cualquier modalidad sensorial: visual, auditiva, olfativa, gustativa, táctil, proprioceptiva, equilibrioceptiva, nociceptiva, termoceptiva o varias mezcladas.
Por lo general las alucinaciones no se analizan como un aspecto separado sino dentro de un cuadro más general de trastornos relacionados con estos episodios alucinatorios.

## Tratamientos
Existen pocos tratamientos para muchos tipos de alucinaciones. Sin embargo, para aquellas alucinaciones causadas por enfermedades mentales, debe consultarse a un psicólogo o psiquiatra, y el tratamiento se basará en las observaciones de dichos médicos. También pueden utilizarse medicamentos antipsicóticos y antipsicóticos atípicos para tratar la enfermedad si los síntomas son graves y causan una angustia significativa.[cita requerida] Para otras causas de alucinaciones no hay pruebas objetivas para apoyar cualquier tratamiento está científicamente probado y demostrado. Sin embargo, abstenerse de consumir drogas alucinógenas, drogas estimulantes, controlar los niveles de estrés, llevar una vida sana y dormir lo suficiente puede ayudar a reducir la prevalencia de las alucinaciones. En todos los casos de alucinaciones, se debe buscar atención médica e informar de los síntomas específicos. Metaanálisis muestran que la terapia cognitivo-conductual y entrenamiento metacognitivo también puede reducir la gravedad de las alucinaciones.